# Пермяков, Павел Николаевич
Павел Николаевич Пермяков (06.11.1909 — ? (после 1979)) — советский горный инженер, лауреат Ленинской премии 1961 года. Член КПСС с 1931 года.
Родился в семье железнодорожника. Трудовую деятельность начал в 1925 г.
Окончил Свердловский горный институт (1935).
В 1935—1950 гг. работал в Кизеловском угольном бассейне. В 1950—1952 гг. слушатель Московской академии угольной промышленности.
В 1952—1953 гг. директор института «Центрогипрошахта». С 1953 по 1965 год главный инженер комбината «Тулауголь».
В 1962 году присвоена учёная степень кандидата технических наук, тема диссертации «Создание и внедрение в производство очистных механизированных крепей и комплексов на шахтах Тульского экономического района».
С 1965 по 1970 г. начальник Технического управления, член коллегии Министерства угольной промышленности СССР.
С 1970 года старший научный сотрудник ВНИИУголь.
Лауреат Ленинской премии 1961 года (в составе авторского коллектива) — за создание и внедрение в производство средств комплексной механизации очистных работ на шахтах Тульского экономического административного района.
Заслуженный деятель науки и техники РСФСР. Награжден двумя орденами Ленина, орденом Отечественной венной войны І степени и медалями; знаками «Шахтёрская слава» трёх степеней и 8 знаками «Отличник социалистического соревнования».
Сочинения:
- Очистной механизированный комплекс МК : руководство по устройству, эксплуатации и ремонту / П. Н. Пермяков, В. Л. Попов, И. С. Крашкин и др. — Москва : Недра, 1966. — 216 с. : ил.
- Комплексная механизация очистных работ в Подмосковном бассейне : обзор / Центральный институт технической информации угольной промышленности Государственного комитета Совета министров СССР по топливной промышленности; под общей редакцией И. М. Кратенко и П. Н. Пермякова. — Москва : ЦИТИугля, 1962. — 232 с. : ил., граф., табл.
- Опыт работы комбайна ПК-3 на шахтах Подмосковного бассейна / А. А. Остромецкий, П. Н. Пермяков ; Главниипроект при Госплане СССР, Центральный институт технической информации угольной промышленности. — Москва : Углетехиздат, 1957. — 24, [2] с. : ил. + 1 л. черт. — (Серия «Автоматизация и механизация производственных процессов»).
- Повышение безопасности работ на шахтах [Текст] / Н. П. Долотов, Г. И. Нуждихин, П. Н. Пермяков. — Москва : Недра, 1971. — 173 с. : ил.; 22 см.